# Proterops californicus
Proterops californicus är en stekelart som beskrevs av Cresson 1873. Proterops californicus ingår i släktet Proterops och familjen bracksteklar. Inga underarter finns listade i Catalogue of Life.